# Filip den Gode, hertug af Burgund
 Der er for få eller ingen kildehenvisninger i denne artikel, hvilket er et problem. Du kan hjælpe ved at angive troværdige kilder til de påstande, som fremføres i artiklen.

Filip 3. af Burgund (Filip den gode fransk Philippe le Bon nederlandsk Filips de Goede; født 31. juli 1396, død 15. juni 1467) var hertug af Burgund og regent i De burgundiske Nederlande fra 1419 til han døde. På sin fars side var han medlem af kongefamilien i Frankrig Huset Valois.
Han lod den enorme bombard Mons Meg støbe i 1449.

## Regeringstid
I Filips regeringstid nåede hertugdømmet Burgund sit højdepunkt, og det blev førende på kunst og handel. 
Filip er kendt for sine administrative reformer, som mæcen for flamske kunstnere som Jan van Eyck og for at have taget Jeanne d'Arc til fange. 
Han støttede skiftevis England og Frankrig for at styrke slægten og hertugdømmet.  

## Familie
Filip den Gode var søn af Johan den Uforfærdede (Jean sans Peur) (1371 – 1419), der var hans forgænger som hertug af Burgund, og Margareta af Bayern-Straubing  (1363 - 1424). Filip var oldesøn af kong Johan 2. af Frankrig (Johan den Gode) (1319 – 1364). 
Filip var gift tre gange. I sit sidste ægteskab fik han sønnen Karl den Dristige, der blev hans efterfølger som hertug af Burgund.
1. ↑  Navnet er anført på engelsk og stammer fra Wikidata hvor navnet endnu ikke findes på dansk.
2. ↑  Navnet er anført på engelsk og stammer fra Wikidata hvor navnet endnu ikke findes på dansk.
3. ↑  Navnet er anført på engelsk og stammer fra Wikidata hvor navnet endnu ikke findes på dansk.